# Dans I en II
Dans I en II zijn twee glas-in-loodramen ontworpen door Theo van Doesburg in het Kröller-Müller Museum in Nationaal Park De Hoge Veluwe.

## Motief

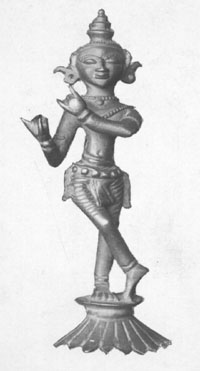
Krsna Venugopala.

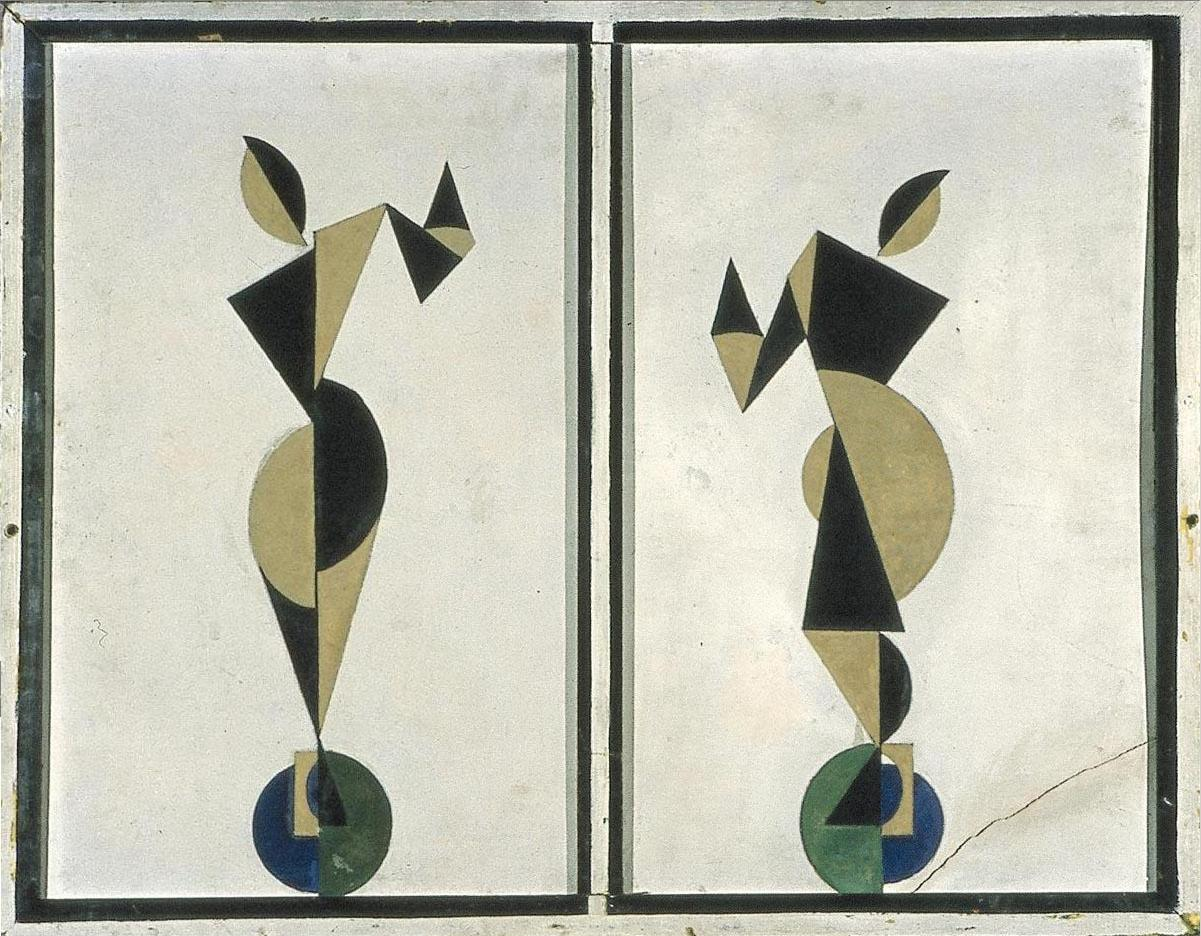
Theo van Doesburg. Danseressen. 1916. Kröller-Müller Museum.

Dans I en II zijn gebaseerd op een geabstraheerd motief van een Indiaas beeldje van een fluitspelende Krishna. Van Doesburg laat het beeldje hier van twee kanten zien, van voren (Dans I) en van achteren (Dans II). Dit motief paste hij ook toe in een tweeluik op asbestcement uit 1916 getiteld Danseressen. Voor de glas-in-loodramen verdubbelde hij het motief en roteerde het 180° om een horizontale as. De rechterbovenhoek komt zo overeen met de linkerbenedenhoek. De architect Oud noemde dit in een artikel uit 1918 een ‘geabstraheerde figuur en tegenfiguur’.
Theo van Doesburg wilde de kunst radicaal veranderen, ‘vergeestelijken’ zoals hij het zelf noemde. Hiervoor keek hij naar niet-westerse culturen. De abstracte kunst is bijvoorbeeld in het Chinese cultuurgebied veel ouder dan die in het westerse. Van Doesburg stelde, in een lezing door hem gegeven in Utrecht op 30 oktober 1915, dat ‘wanneer een Hindoesch kunstenaar de god Indra geheel van goud voorstelt, [...] hij dit [doet] uit innerlijke noodwendigheid, omdat hij anders nooit geraakt tot de expressie van zijn goddelijke vereering’. Ook zag hij overeenkomsten tussen Indiase kunst en de moderne westerse kunst, met name het expressionisme, want, zo zei hij in diezelfde lezing, ‘bij hen was, evenals bij de modernen van heden, kleur en vorm symbool van het innerlijk’.

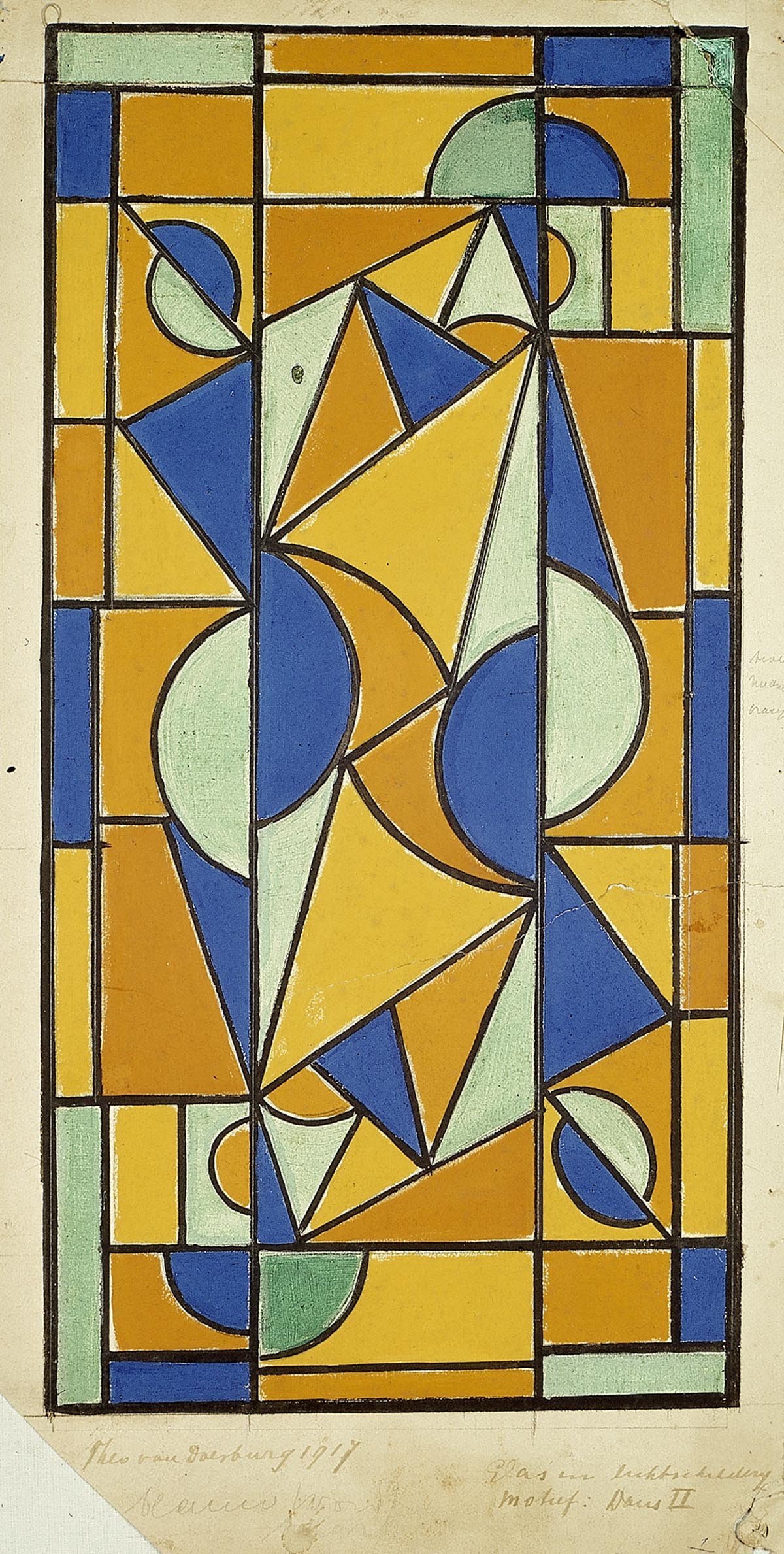
Theo van Doesburg. Kleurontwerp voor Dans II. 1917. Potlood, inkt en gouache op papier. 55,5 × 29 cm. Otterlo, Kröller-Müller Museum.

## Kleurontwerp
Omstreeks 12 november 1916 schreef Van Doesburg aan zijn vriend Antony Kok: ‘In heb eenige nieuwe dingen gemaakt en ben zeer in mijn schik met mijn Danseuse I. Een der aquarellen die ik voor de goede kleuren naar dit motief gemaakt heb, heb ik voor jou bestemd’. Waarschijnlijk diende deze aquarel als kleurontwerp van Dans I. Dit kleurontwerp is verloren gegaan. Het kleurontwerp van Dans II is wel bewaard gebleven en bevindt zich nu in het Kröller-Müller Museum.

## Datering
Uit de brief aan Kok kan worden afgeleid dat Dans I begin november 1916 voltooid was. Dans II ontstond vermoedelijk begin 1917, afgaande op de datering van het kleurontwerp.

## Herkomst
De werken maken deel uit van de schenking Van Moorsel. In 1991 werd het beheer overgedragen aan het Kröller-Müller Museum.